# اکمب، نورث‌آمبرلند
اکمب (به انگلیسی: Acomb) یک روستا و محله مدنی در بریتانیا است که در نورث‌آمبرلند واقع شده‌است. اکمب ۱٬۱۸۴ نفر جمعیت دارد.